# Challenger de Orléans 2024
El torneo Open d'Orléans 2024, denominado por razones de patrocinio Co'met Orleans Open fue un torneo de tenis perteneció al ATP Challenger Tour 2024 en la categoría Challenger 125. Se trató de la 19ª edición; el torneo tuvo lugar en la ciudad de Orléans (Francia), desde el 23 hasta el 29 de septiembre de 2024 sobre pista dura bajo techo.

## Jugadores participantes del cuadro de individuales
| Preclasificado | País                    | Jugador               | Rank1 | Posición en el torneo |
| 1              | Bandera de Francia      | Quentin Halys         | 98    | Primera ronda         |
| 2              | Bandera de Canadá       | Denis Shapovalov      | 101   | Segunda ronda         |
| 3              | Bandera de Francia      | Constant Lestienne    | 103   | Primera ronda         |
| 4              | Bandera de Francia      | Luca Van Assche       | 111   | Primera ronda         |
| 5              | Bandera de Francia      | Harold Mayot          | 118   | FINAL                 |
| 6              | Bandera de Francia      | Richard Gasquet       | 122   | Primera ronda         |
| 7              | Bandera de Francia      | Pierre-Hugues Herbert | 128   | Segunda ronda         |
| 8              | Bandera del Reino Unido | Jacob Fearnley        | 129   | CAMPEÓN               |

- 1 Se ha tomado en cuenta el ranking del 16 de septiembre de 2024.

### Otros participantes
Los siguientes jugadores recibieron una invitación (wild card), por lo tanto ingresan directamente al cuadro principal (WC):
- Robin Bertrand
- Antoine Escoffier
- Norbert Gombos

Los siguientes jugadores ingresan al cuadro principal tras disputar el cuadro clasificatorio (Q):
- Eliakim Coulibaly
- Jonathan Eysseric
- Mark Lajal
- Tristan Lamasine
- Alexey Vatutin
- Samuel Vincent Ruggeri

## Campeones

### Individual Masculino
- Jacob Fearnley derrotó en la final a  Harold Mayot por 6–3, 7–6(5)

### Dobles Masculino
- Benjamin Bonzi /  Sascha Gueymard Wayenburg derrotaron en la final a  Manuel Guinard /  Grégoire Jacq por 7–6(7), 4–6, [10–5]